# Hironobu Kageyama
Hironobu Kageyama (影山 ヒロノブ Kageyama Hironobu?) es un cantautor, compositor y arreglista japonés nacido en Osaka el 18 de febrero de 1961. 
Es conocido por ser intérprete y compositor de canciones para series de anime. Entre las series para las que ha compuesto temas se incluyen: Dragon Ball Z, Shin Getter Robo, Transformers: The Headmasters, Saint Seiya, Kishin Douji ZENKI, entre otros.
Nacido en Higashisumiyoshi-ku, Osaka, Prefectura de Osaka, su tipo de sangre es A. Su nombre real y su antiguo nombre artístico durante la época de LAZY es "景山 浩宣", (leído de la misma manera). En ocasiones ha utilizado el nombre de Nobuhiro Yamakage (山景 宣浩) al componer y escribir letras. Canta bajo el nombre de KAGE en las canciones relacionadas con Dengeki Sentai Changeman. Es apodado como "Kage-chan" y el "Príncipe del Anime". Fuera de Japón, sus fanáticos suelen llamarle "Mr. DBZ".
Su hija mayor, Risa Kageyama, es actriz de voz, mientras que su segunda hija, Nana Kageyama, es bailarina y coreógrafa.
Su familia posee una peluquería.

## Trayectoria
A la temprana edad de 16 años, aún estudiando en el instituto, formó la banda LAZY (la idea del nombre vino del título de la canción de la banda inglesa Deep Purple) junto a sus compañeros Akira Takasaki (conocido por ser guitarrista de LOUDNESS) quien se encargaba de la voz principal en sus inicios y Hiroyuki Tanaka, quien era bajista. Ambos fueron compañeros de clase durante la escuela primaria y secundaria.
Hizo su debut profesional en 1977, con el respaldo del programa de televisión de Asahi Broadcasting Corporation "Hello Young". Reconocidos por el presentador Hiroshi Kamayatsu, LAZY se trasladó a Tokio y comenzaron su carrera anunciándose como la versión japonesa de los Bay City Rollers. 
A pesar de su éxito con canciones como "Hey! I Love You!", "Akazukin-chan Goyōjin" o "DREAMER", la banda se disolvió en mayo de 1981.
En octubre del mismo año, hizo su debut en solitario con la compañía discográfica Tokuma Japan Communications bajo su nombre artístico actual. Aunque no era especialmente conocido, participó como invitado musical en el popular programa nacional "8ji da yo! Zenin Shūgō" ("¡Es la hora de las 8! ¡Reúnanse todos!"), desde los tiempos de LAZY hasta después de su debut como solista, en varias ocasiones. En aquel momento, debido a sus escasas apariciones en televisión, numerosos fanáticos se congregaban en el lugar del evento, ocupando los asientos de primera fila (según declaraciones de personas relacionadas).
Comenzó a cantar en el mundo de la animación en 1984 con el anime Super Dimensional Cavalry Southern Cross siendo "STARDUST MEMORY" su primera canción que apareció en un anime.  
En 1985, se trasladó a Columbia Records Japan y actuaba frecuentemente en Shibuya Eggman. A través de una fuerte recomendación del personal de Columbia Records Japan a Toei Animation, cantó el tema principal de "Dengeki Sentai Changeman" bajo el nombre de "KAGE", lo que le abrió las puertas para cantar temas principales de anime y programas de acción en vivo además de sus obras originales. Inicialmente, no estaba interesado en obras basadas en personajes y su carrera como cantante de anime comenzó relativamente tarde. Sin embargo, con el tema de apertura "CHA-LA HEAD-CHA-LA" de Dragon Ball Z en 1989, que vendió 1.7 millones de copias, y ganando el Premio al Disco de Oro en la categoría de Arte y Entretenimiento en 1991 por "Choujin Sentai Jetman", su fama aumentó rápidamente. Además, su sencillo original lanzado en el mismo período, "SUKI SUKI SUKI", también registró ventas de más de 400,000 copias. Se convirtió, tanto en nombre como en realidad, en uno de los principales cantantes de temas de anime, junto con artistas como Ichiro Mizuki, Isao Sasaki y Masato Shimon.  
En el año 2000, se trasladó a Lantis, una compañía discográfica fundada por Shunji Inoue (miembro de LAZY), aunque no como artista exclusivo, y comenzó a destacar como líder de JAM Project.   
Durante la misma época, junto a su amigo Masaaki Endoh, Kageyama presentó Anipara Ongakukan, un programa de televisión que se transmitió en Kids Station Channel y que mostró presentaciones en vivo de los temas musicales de programas recientes de anime y tokusatsu. El programa fue cancelado en 2017.   
Kageyama es también la voz de Zaruba, un anillo místico parlante, así como el leal aliado y asesor del héroe titular de la franquicia de tokusatsu Garo, para la cual JAM Project ha interpretado los temas de apertura.  

## Animes

### M.D. Geist
- Hijoh no Soldier (Soldado Sin Ninguna Misericordia - También Conocida Como Soldado Sin Piedad)
- Honoo no Violence (Violencia de la Flama)

### Super Dimensional Cavalry Southern Cross
- STAR DUST MEMORY (Canción Insertada, Primera canción de Anisong)

### The King of Braves GaoGaiGar
- Que final de la fusión!!  (Yuusha Ou GaoGaiGar FINAL Saikyou Character Song Kanzenhan Disc2)
- Que final de la fusión!! (Con Endou Masaaki)(Yuusha Ou GaoGaiGar FINAL Saikyou Character Song Kanzenhan Disc1)

### Uchūsen Sagittarius
- Stardust Boys (Opening)
- Yume Kounen (Ending)

### Saint Seiya
- Soldier Dream / Sueño Del Soldado
- Blue Dream / Sueño Azul
- Dead or Dead / Muerto O Muerto (Del Álbum Saint Seiya - Meioh Hades-hen)
- Time / Tiempo (Del Álbum Saint Seiya Hits III)
- Best Friend / Mejor Amigo (Del Álbum Saint Seiya Hits III)
- Boys Be / Ser Niños (Del Álbum Saint Seiya Hits III)
- Lonely My Way / Solo En Mi Camino (Del Álbum Saint Seiya Hits III)
- Round and Round / Ronda y Ronda (Del Álbum Saint Seiya Hits III)
- Stay Away / Quedate Lejos (Del Álbum Saint Seiya Hits III)
- Wake You Alone / Despiertar a solas (Del Álbum Saint Seiya Hits III)
- We Are Saint / Somos Santos (Del Álbum Saint Seiya Hits III)
- You Are My Reason To Be/Eres Mi Razón De Ser (con Mitsuko Horie y Broadway)

### Dragon Ball Z
1. Cha-La Head-Cha-La (1 Opening De DBZ)
2. MIND POWER.. KI... opening de Trunks del futuro
3. We Gotta Power / El Poder Nuestro Es (2 Opening De DBZ)
4. Bokutachi wa Tenshi Datta / Ángeles Fuimos (2 Ending De DBZ)
5. Iskusa (I-KU-SA) / La Batalla (I-KU-SA) (Ending para DBZ película 2)
6. Marugoto / El Mundo Entero (Ending Para DBZ Película 3 (Con Ammy))
7. "Ya" na Koto ni wa Genkai-Dama!! / Hay Una Genki-Dama En Malas Cosas!! (Ending Para DBZ Película 4)
8. Tobikkiri no Saikyo tai Saikyo / El Increíble Poderoso vs. Poderoso (Ending Para DBZ Película 5(Con Ammy))
9. HERO (Kimi ga Hiro) / HEROE (Tu Eres El Héroe) (Ending Para DBZ Película 6, Con YUKA)
10. GIRI GIRI --Sekai Kyokugen-- / Hasta El Brinco: El Límite de la Tierra (Ending Para DBZ Película 7, Con YUKA)
11. Baningu Faito -- Nessen - Ressen - Chogekisen / Grabación De Pelea: Un Ciere, Intenso, Super Feroz Batalla (Ending Para DBZ Película 8)
12. Ginga o Koete Raijingu Hai / Superando La Galaxia, El Alto Aumento (Ending Para DBZ Película 9)
13. Kiseki no Biggu Faito / La Milagrosa Pelea (Ending Para DBZ Película 10)
14. Doragon Pawâ Mugendai / El Poder Infinito Del Dragón (Ending Para DBZ Película 11)
15. Saikyo no Fusion / Lo Poderoso de la Fusión (Ending Para DBZ Película 12)
16. Ore Ga Yaranakya Dare Ga Yaru / Si Yo No Puedo Hacerlo ¿Quién Lo Hará? (Ending Para DBZ Película 13)
17. Hikari no Tabi / Viaje De Luz (Ending Para DBZ Película especial 1: Bardock, Con KŪKO)
18. Aoi Kaze no HOPE / El Viento Azul De Esperanza (Ending Para DBZ Película Especial 2: Trunks)
19. Hikari no WILL POWER / Luz De Voluntad (Canción de Trunks Del Futuro)
20. Unmei no Hi: Tamashi tai Tamashi / Día Del Destino: Espíritu vs. Espíritu (Gohan Super Saiyajin 2)
21. Aitsu wa Son Goku /Ese Hombre Es Son Goku (Con KŪKO)
22. Mondai Nai Sa!!
23. Super + Power = Melody ~Chouryokusetsu~
24. Kanfu Taiso / Generación Kung Fu
25. Jôshiki Nante NA*I*SA / No Hay Sentido Común En Nada (Con BROADWAY)
26. Ômori Raisu Boi / Un Gran Servicio De El Chico Arroz (Con BROADWAY)
27. Koko Kara FROM THE HOME PLANET EARTH / De Aquí En La Tierra DESDE EL PLANETA TIERRA (Con BROADWAY)
28. Mirai Chizu / Mapa Del Futuro (Con BROADWAY)
29. Tenka-Muteki no Furukôsu / Un Lleno Curso Sin Rival En El Mundo (Con BROADWAY)
30. Fly High / Vuela Lejos (Con BROADWAY)
31. ALL ALONE / Solo (Con BROADWAY)
32. 1 ♥ Kônen / Un Corazón De Luz Año (Con BROADWAY)
33. Ore-tachi no Enajî / Nuestra Energía (Con Masako Nozawa Como Son Goku)
34. Tamashii no Michi / Ruta De Espíritus
35. Toki to Hikari no Shita de / Bajo Tiempo y Luz (Con KŪKO)
36. MIND POWER...Ki... / El Poder Ki Mental (Con Yuka Satô)
37. Ryûsei Toshokan ~Kometto Raiburarî~ / Comet Library
38. Ôgon no Konpasu / Compás De Oro
39. spacepeople DBZ
40. WILD DANCE NIGHT 《Yoake Made Tsuppashire》 / Salvaje Noche De Baile 《Corre A Gran Velocidad Asta Amanecer》
41. FOR EVER~ / POR SIEMPRE
42. Nanika ga... (Michi no Chikara) / Algo Es... (Carretera De Poder) (Con YUKA)
43. Hoshi no Toraianguru / Triángulo de Estrellas
44. FIGHT OH FIGHTING ROAD / OH LA LUCHA CONTRA LA LUCHA POR CARRETERA
45. Seiki-Matsu Banzai! / Hooray Por El Fin Del Siglo!
46. Saraba Namida Yo / Adiós, lágrimas
47. Kinô no Yume, Kyô no Hikari --Sairento Naito - Môningu Mûn-- / Sueños De Ayer, Luz De Hoy: Noche Silenciosa, Luna De Día
48. Memorîzu --Yatsu no Inai Yoru-- / Memorias: Una Tarde Sin Él
49. Growin’ Up Itsuka Mata Aeru Hi Made / Crecer: Hasta El Día Que Nos Podamos Ver Otra Vez (Con El Equipo DBZ)
50. Eien no Yakusoku Duetto Bâjon (Ending para Dragon Ball Z Ultimate Battle 22)
51. SIGN ~Kizashi~ (Tema para Dragon Ball Z Legends)
52. Never Ending, Never Give Up (Ending para Dragon Ball Z Legends)
53. "THE BIGGEST FIGHT ~Gekitotsu~" (Opening para Dragon Ball Final Bout)
54. Kimi o Wasurenai (Ending para Dragon Ball Final Bout)
55. THANK YOU! (Ending para Dragon Ball Final Bout)
56. Kusuburu Heart ni Hi o Tsukero!! (Opening para Dragon Ball Z Budokai 2)
57. Ore wa Tokoton Tomaranai!! (Opening para Dragon Ball Z Budokai 3)
58. Super Survivor (Opening para Dragon Ball Z Budokai Tenkaichi 3)
59. Kiseki no Honô yo Moeagare!! (Opening Dragon Ball Z Burst Limit)
60. Hikari no Sasu Mirai e! (Opening Dragon Ball Z Infinite World)
61. Dragon Ball Party (Ending Dragon Ball Z Infinite World)
62. Progression (Opening Dragon Ball Raging Blast)
63. Battle of Omega (Opening Dragon Ball Raging Blast 2)

## Otros Animes y Tokusatsus
- Silent Möbius
- Hitomi Fujimoto
- K.O. Beast
- Transformers: The Headmasters
- Dengeki Sentai Changeman
- Hikari Sentai Maskman
- Chōjin Sentai Jetman
- Ninpū Sentai Hurricaneger
- Casshern: Robot Hunter
- Kishin Douji Zenki
- Shin Mazinger Shōgeki! Z Hen
- Sonic X: "Sonic Drive" (Opening) junto con Hideaki Takatori.
- Web Diver "Fighters" (Ending)
- Bakuman: "Chou Hero Densetsu" (Opening)
- ID-0: "Stellar Compass" (Ending)

## Discografía

### Álbumes de estudio
- [1981.12.01] BROKEN HEART
- [1982.04.01] It's LIVE Runnin
- [1982.12.15] FIRST AT LAST
- [1983.08.25] HORIZON
- [1985.06.21] BORN AGAIN
- [2000.04.26] I'm in you
- [2000.11.22] Akogina Futari Tabi Da Ze!! (Con Masaaki Endō)
- [2005.12.07] Cold Rain
- [2007.07.25] 30years3ounce
- [2012.02.08] ROCK JAPAN
- [2017.07.25] A.O.R
- [2022.03.18] Hangeki no Ouchi Rock (反撃のおうちロック)

### Recopilatorios
- [1989.02.25] THE BEST OF HIRONOBU KAGEYAMA
- [1992.03.21] Stardust Boys
- [1994.04.21] CYVOX
- [1996.04.20] Mixture
- [1997.08.21] Hironobu Kageyama 20th Anniversary ETERNITY
- [2004.04.07] BEST & LIVE
- [2004.12.22] GOLDEN☆BEST
- [2018.02.14] Kage-Chan Pack ~You and My Great March~ (デビュー40周年記念 影山ヒロノブBEST カゲちゃんパック～君と僕の大行進～)

### Sencillos
- [1981.10.01] Kyou wo Ikiyou (今日を生きよう)
- [1982.03.01] TRY ME
- [1982.08.25] Hotondo Crazy (ほとんどクレイジー)
- [1983.08.25] Mayonaka no Dance (真夜中のダンス)
- [1985.02.21] Dengeki Sentai Changeman (電撃戦隊チェンジマン)
- [1985.09.21] Wakasa de Changeman (若さでチェンジマン)
- [1985.04.21] Natsu ga Kowarete Iku -Day Dream Blues- (夏が壊れていく-Day Dream Blues-)
- [1985.11.21] St. Elmo's Fire
- [1986.02.01] Stardust Boys (スターダストボーイズ)
- [1986.05.01] Honoo no Violence (炎のバイオレンス)
- [1986.11.01] WILD BOY
- [1987.03.01] Hikari Sentai Maskman (光戦隊マスクマン)
- [1987.07.01] The Headmasters (ザ・ヘッドマスターズ)
- [1988.05.21] Sei Toushi Shinwa ~Soldier Dream~ (聖闘士神話〜ソルジャー・ドリーム〜)
- [1989.05.01] CHA-LA HEAD-CHA-LA
- [1990.02.21] Chōjin Sentai Jetman (鳥人戦隊ジェットマン)
- [1992.02.26] Silent Möbius ~Image Song XY-II (サイレントメビウス～イメージソングXY-II)
- [1992.07.21] Dark Water (ダークウォーター)
- [1993.03.21] Suki Suki Suki (好き好き好き)
- [1993.04.21] Skyscraper ~Mantenrou ni Dakarete~ (Skyscraper～摩天楼に抱かれて～)
- [1993.06.13] Aka no Ryuusei Hata (紅の流星機)
- [1993.07.21] Cashian ~Kaze no Hakajirushi~ (キャシャーン～風の墓標～)
- [1993.08.21] Tatakau Tame ni Umareta Senshi (戦うために生まれた戦士)
- [1993.11.21] WE GOTTA POWER
- [1994.01.21] Hitomi wo Tojite Emilia (瞳を閉じてエミリア)
- [1994.03.21] Kiseki no Big Fight (奇蹟のビッグ・ファイト)
- [1994.04.24] WE ARE REYSOL
- [1994.06.21] Do!Challenge
- [1994.07.21] Dragon Power ∞ (ドラゴンパワー∞)
- [1994.09.21] Detazo! In Daijyougun!! (出たぞ！隠大将軍!!)
- [1994.12.21] Mini Yonku da! Let's & Go!! (ミニ四駆だ!レッツ＆ゴー!!)
- [1995.01.21] Kishin Douji Zenki (鬼神童子ゼンキ)
- [1995.03.01] Saikyou no Fusion (最強のフュージョン)
- [1995.07.01] GET WIN THE"J"
- [1995.07.21] Boku-tachi no Start (僕たちのスタート)
- [1995.07.21] Ore ga Yaranakya Dare ga Yaru (俺がやらなきゃ誰がやる)
- [1995.08.19] Chou Kishin ZENKI, Raigou Sei Rin! (超鬼神ZENKI、来迎聖臨！)
- [1995.08.19] Te to Te wo Tsunagou! (手と手をつなごう!)
- [1995.10.21] Dokkan Beat
- [1996.03.20] Power Up Turtles (パワーアップ・タートルズ)
- [1996.07.24] Get up! V MAGNUM
- [1996.10.19] IT WAS 30 YEARS AGO
- [1996.11.21] ONE DREAM, ONE LOVE
- [1997.02.21] GET THE WORLD
- [1997.06.21] Take A Journey
- [1997.08.01] "Ore-tachi" no Theme (「俺たち」のテーマ)
- [1997.09.26] Ganbare Goemon no Theme (がんばれゴエモンのテーマ)
- [1998.02.21] My name is Cowboy (My name is カーボーイ)
- [1998.02.28] Naseba Naruhodo Robotack (なせばなるほどロボタック)
- [1998.06.20] Tetsuwas Tantei Robotack (テツワン探偵ロボタック)
- [1998.07.18] Tetsuwas Tantei Robotack 2 (テツワン探偵ロボタック2)
- [1998.09.21] Power Of Love
- [1998.11.21] Tetsuwas Tantei Robotack 3 (テツワン探偵ロボタック3)
- [1999.01.20] Ame no Chi Egao Egao no Chihare (アメノチエガオエガオノチハレ)
- [1999.01.21] HEATS
- [1999.01.22] SMILE AGAIN
- [1999.06.17] Baseball Tengoku (ベースボール天国)
- [1999.08.01] WIN A FIGHT
- [1999.11.20] Kon no Evolution (魂のエヴォリューション)
- [2000.01.19] Hero wa Housou Naka (ヒーローは放送中)
- [2000.01.21] Sennen no Solider (千年のソルジャー)
- [2003.05.28] Sonic drive
- [2005.02.23] Ore wa Tokoton Tomarenai!! (俺はとことん止まらない!!)
- [2005.08.03] CHA-LA-HEAD-CHA-LA (2005 ver.)
- [2006.03.22] Choujin Sentai Jetman (Relanzamiento) (鳥人戦隊ジェットマン)
- [2006.03.22] Hikari Sentai Maskman (Relanzamiento) (光戦隊マスクマン)
- [2006.03.24] Eternal Love 2006
- [2006.11.29] Fuuun Musou Ten (風雲無双伝)
- [2008.07.23] Super Survivor
- [2008.12.25] Hikari no Sasu Mirai e! (光のさす未来へ!)
- [2009.11.25] Progression
- [2010.02.10] EVER LAST
- [2010.10.10] Battle of omega
- [2011.10.15] Kiba -Tusk of Darkness-
- [2012.04.25] Give Lee Give Lee Rock Lee
- [2013.06.12] Yōsorō ~Boshi No Umi o Koete~ (ヨーソロー～星の海を越えて～)